# فرانسيس ديد
فرانسيس ديد (بالإنجليزية: Frances Dade)‏ هي ممثلة أمريكية، ولدت في 14 فبراير 1910 في فيلادلفيا في الولايات المتحدة، وتوفي بنفس المكان في 21 يناير 1968.

## وصلات خارجية
- فرانسيس ديد على موقع IMDb (الإنجليزية)
- فرانسيس ديد على موقع ألو سيني (الفرنسية)
- فرانسيس ديد على موقع أول موفي (الإنجليزية)
- فرانسيس ديد على موقع قاعدة بيانات برودواي على الإنترنت (الإنجليزية)
- فرانسيس ديد على موقع قاعدة بيانات الأفلام السويدية (السويدية)
- فرانسيس ديد على موقع قاعدة بيانات الفيلم (الإنجليزية)
- فرانسيس ديد على موقع كينوبويسك (الروسية)